# ジョン・フー
ジョン・リュー・フー（John Liu Fugh, 1934年9月12日 - 2010年5月11日 ）は、アメリカの軍人、法律家。中国名は傅 履仁（フー・リュージェン、ふ・りじん）。アメリカ陸軍における最初の中国系アメリカ人将官で、陸軍法務総監(Judge Advocate General of the United States Army)などを務めた。

## 若年期
1934年、北平市（現：北京市）で生まれる。父フィリップ・フー (Philip Fugh) こと傅涇波（フー・ジンボー、ふ・じんは）は満人系貴族である富察氏の末裔で、在中国米国大使にして燕京大学学長であるジョン・レイトン・スチュアートの元で長年働いていた。1950年、一家はアメリカへ移住する。
渡米後、フーはジョージタウン大学のエドムンド・A・ウォルシュ海外勤務学校に通い、国際関係論に関する理学士号(Bachelor of Science)を受けて卒業している。1957年にアメリカ合衆国の市民権を取得した後、ジョージ・ワシントン大学法学部で学び、法務博士(Juris Doctor)を受けて卒業。
1960年11月21日、コロンビア特別区法曹会(District of Columbia Bar)の会員となる。さらにハーバード大学ケネディスクール、陸軍指揮幕僚大学、陸軍大学校を卒業している。

## 軍歴
1961年、アメリカ陸軍法務隊(JAG)に入隊。1969年から1972年にかけて、フーはサンフランシスコ、ベトナム、欧州、台湾などに勤務した。1973年から1976年まで弾道ミサイル防衛局(Ballistic Missile Defense Office)の法務顧問を務める。1976年から1978年、フランクフルトに所在する第3機甲師団に法務幕僚(Staff Judge Advocate)として勤務。1979年から1982年、兵力・予備役に関する国防長官補（Assistant Secretary of Defense (Manpower and Reserve Affairs)）付の法務顧問。1982年から1984年、陸軍訴訟手続総監(Chief of Army Litigation)を務める。
1984年、フーは准将に昇進し、法務総監付民法補佐(Assistant Judge Advocate General for Civil Law)に就任。この職にある間、彼は陸軍法務隊の中で環境法部および調達詐称部の創設に関わっている。
1991年7月26日から1993年9月30日まで法務総監(The Judge Advocate General, TJAG)を務める。法務総監として、フーは発展途上国の為の人権教育プログラムの確立や戦争犯罪報告書の公開などの功績を残した。湾岸戦争中は陸軍参謀総長の法務顧問たる役割を果たした。また、法務隊の研究教育組織として、砂漠の嵐評価チーム(Desert Storm Assessment Team)の設置を行なっている。
1993年、少将として退役する。退役の際、陸軍参謀総長より陸軍殊勲章が授与されている。

## 陸軍退役後
退役後、リッチモンドに拠点を置く法律事務所マクガイア・ウッズ・バトル・アンド・ブースのワシントンDC支部に雇用される。1995年にはマクドネル・ダグラス社の中国支社長に就任。同社がボーイング社に合併した後にはボーイング・チャイナ社(Boeing China, Inc.)の取締役副社長(Executive Vice President)に就任。1997年、中国のエンロン・インターナショナルに議長(Chairman)として招かれ、中国政府との交渉および連絡を担当した。
2001年、エンロンを退職。以後は米中関係の改善に向けた活動を積極的に行い、中国系アメリカ人団体の百人会では副議長および議長を務めた。百人会の目的は、米中関係の強化とアメリカ社会における中国系アメリカ人の支援である。大西洋評議会の執行委員会にも名を置いていたほか、国立日系アメリカ人記念財団、アジア系協会ワシントンセンター諮問委員会などのアジア系アメリカ人団体にも所属した。2010年5月11日、心臓発作により75歳で死去。
フーはジューン・チャン(June Chung)こと宗毓珍（ゾン・ユージェン、そう・いくちん）と結婚した。彼女はコニー・チャンの姉にあたる。フーとチャンの間にはジャスティーナ(Justina)とジャレット(Jarrett)の2人の子供があった。フーの死後、家族はバージニアに暮らしている。

## 受賞など
2004年、中国系アメリカ人組織から、彼の功績と中国系アメリカ人社会への貢献をたたえてパイオニア賞（Chinese American Pioneer Award）が授与された。2008年、ホワイトハウスで開かれた式典の中でアメリカ合衆国市民権・移民業務局により「優れたアメリカ人」(Outstanding American)に選ばれた。また同年、全米アジア・太平洋アメリカ法曹会協会(National Asian Pacific American Bar Association, NAPABA)から先駆者賞(Trailblazer Award)を送られている。

### 勲章・記章等
ジョン・フーはアメリカ陸軍の将校として次のような勲章・記章類を受章している。
- 陸軍殊勲章（英語版）
- 防衛功労章
- レジオン・オブ・メリット（柏葉章付き）
- 銅星章
- エア・メダル
- 功労メダル（柏葉章付き）
- 統合褒章メダル（英語版）
- 陸軍褒章メダル（柏葉章付き）